# Julien Serwy
Julien Serwy var en friidrottare från Belgien. Han deltog vid olympiska sommarspelen 1928.